# دلهي تيخيرو
دلهي تيخيرو هو الاسم الذي استخدمته أديلا تيخيرو بيداتي (تورو، زامورا، 1904 - مدريد، 10 أكتوبر 1968) منذ عام 1929. كانت رسامًة إسبانيًة في فترة العصر الفضي

## السيرة الذاتية
ولدت أديلا في تورو، وكانت الثانية من بين البنات الثلاث التي تعلمت وترعرعت على يد والدها، سكرتير مجلس مدينة مدينة زامورا، بعد وفاة والدتها المبكرة. تلقت دروس الرسم في مؤسسة جونزاليس الليندي، وهي مؤسسة تابعة لمعهد العلوم الحرة، ونشرت رسوماتها التوضيحية الأولى في El 
Noticiero de Toro. وفي عام 1925 أرسلها والدها إلى مدريد إلى مدرسة "سان لويس دي لوس فرانسيس" لدراسة اللغة الفرنسية والاختزال والخياطة. في اليوم التالي لوصولها، أجرت امتحان الدخول إلى مدرسة الفنون والحرف. كانت نيتها الاستعداد لدخول مدرسة الفنون الجميلة، وهو ما حصلت عليه عام 1926. وفي السنوات الأربع الأولى تمكنت من الدراسة بفضل منحتين دراسيتين. وبمرور الوقت، أدركت أنها لم تتعلم أي لغة فرنسية، لكنها تمكنت من الالتحاق بأكاديمية سان فرناندو. وهناك أصبحت صديقة لماروجا مالو، وريميديوس فارو، وبيتي بارتولوزي، الذين صوروها على هذا النحو:
"دلهي، امرأة جميلة، كانت مسرفة بعض الشيء؛ التي جذبت أكبر قدر من الاهتمام بملابسها، التي صنعتها بنفسها، قامت بطلاء أظافرها باللون الأسود، وغطت نفسها بعباءة سوداء أعطاها مع شعرها الأسود مظهرًا غامضًا. كانت تدخن السجائر في أفواه الطويلة وغيرت اسمها من أديلا إلى دلهي، متأثرة ببعض الغرابة في ذلك الوقت وبالتالي أرادت التخلي عن الماضي التقليدي الذي خنقها."
وألغت الوزارة المنحة التي سمحت لها بمواصلة العيش والدراسة في مدريد. في مواجهة المعضلة بين العودة إلى الوطن أو الاستمرار في مدريد، شرعت دلهي تيخيرو - كما يتوافق مع نموذج المرأة المتحررة المعروفة في إسبانيا بالنماذج الحديثة - في تحقيق الاستقلال الاقتصادي لتتمتع بالحرية لمواصلة الدراسات التي اختارتها.	. وقدمت رسوماتها إلى هيئة التحرير في العديد من المجلات، وعرضت التعاون.	. وهكذا بدأت حياتها المهنية كرسامة ورسامة كاريكاتير، لمجلات مثل Estampa، و .	 Crónica، وBlanco y Negro، وNu evo Mundo وLa Esfera.	 في الستينيات، نشرت دلهي تيخيرو مرة أخرى رسومًا توضيحية مدمجة، حتى في القصص والروايات الخاصة بتأليفها، في صحف مثل ABC وYa تم نشر قصص "مدريد الزرقاء"، "المياه الصغيرة التي أرادت الطيران"، "المناخ"، "الهواء النظيف"، "السحابة الصغيرة"، "الحلم الصغير"، "إسيدرو، ابن مانثاناريس" وقصصها للأطفال "الطفل بالمقلوب"، "الجنية لوزبالينا"، "سيمينيتو" و"الملاك بيدريتو".
سمح لها استقلالها الاقتصادي بالعيش في فندق Residencia de Señoritas، الذي ادارته ماريا دي مايثتو، لمدة أربع سنوات، حيث التقت بالمثقفين والفنانين الذين التقوا هناك. بالإضافة إلى ذلك، قامت بتكوين صداقات مع زملاء السكن وعائلاتهم، مثل عائلة فالي-إنكلان، وجوزيفينا كارابياس، ومارينا روميرو. كما اتصلت بالاتجاهات الفنية الجديدة. في أكتوبر 1929 حصلت على لقب أستاذة الرسم والفنون الجميلة في مدرسة سان فرناندو. كان ذلك العام عندما قررت استبدال اسمها، أديلا، باسم دلهي، وهو تصغير لاسم أديليتا مستوحى من عاصمة الهند. وفي عام 1930 حصلت على جائزة التقدير في المعرض الوطني للفنون الجميلة. خلال الأشهر من يناير إلى يونيو 1931، درست تقنيات الرسم الجداري في باريس وبلجيكا، وعند عودتها إلى إسبانيا، تم تعيينها أستاذة مؤقتة للرسم الجداري في أكاديمية الفنون والحرف في مدريد.
كان أول استوديو لها في عام 1932، في شارع ميغيل مويا في مدريد. في ذلك العام حصلت على الميدالية الثالثة في الفنون الزخرفية في المعرض الوطني عن عملها "كاستيلا". في شهر ديسمبر، أقيم معرضها الفردي الأول بمشاريع جدارية ولوحات زيتية كبيرة الحجم ومجموعة من الرسومات بتقنيات تجريبية مثل فن الترسيم لسلسلتها "ساحرات أم جنيات صغيرات" التي نسبت إبداعها في عام 1939 إلى أوسكار دومينجيز.

### فترة الطليعة
سعت دلهي إلى المعرفة الفنية للطليعة، والتواصل مع الآخرين ووجهات النظر الأخرى التي يمكن من خلالها النظر إلى العالم. أدى ذلك إلى سفرها داخل وخارج الحدود الإسبانية. وفي عام 1934 رسمت لوحة "ميركادو زامورانو"	، وهو العمل الذي قدمته في المعرض الوطني المخصص للأزياء الإقليمية والذي نال تقييمات ممتازة. في نفس العام حصلت على منحة دراسية من مجلس الدراسات الإضافية وذهبت إلى باريس لدراسة الرسم الجداري.
في عام 1936، أمضت إجازتها في المغرب، واضطرت إلى تمديد إقامتها حتى سبتمبر بسبب اندلاع الحرب الأهلية. تمكنت دلهي من العودة، ولكن نظرا لاستحالة الوصول إلى مدريد لمواصلة تدريس فصولها، بقيت في تورو حيث كانت تعمل معلمة رسم في المعهد. في عام 1937 تم تكليفها بإنشاء جداريات لغرف طعام الأطفال في سالامانكا ولفندق كونديستابل في بورغوس. وحالما انتهت من الجداريات التي تم التكليف بها، طلبت تأشيرة خاصة للسفر إلى فلورنسا حيث مكثت لمدة عامين. في عام 1938 عادت إلى باريس حيث أصبحت على دراية ب السريالية، وخاصة مع أوسكار دومينغيز وأندريه بريتون. أخذت دورة في الرسم في جامعة السوربون، ودورة في الثيوصوفية. شاركت في معرض "Le rêve dans l’art et la littérature" مع ميرو ودومينجيز وريميديوس فارو ومان راي وشاجال وآخرين.

### الفترة الروحية والانتقالية
في أغسطس 1939 عادت إلى إسبانيا. قامت بإنشاء الاستوديو المنزلي الخاص بها في مبنى لا برينسا في ساحة كاياو في مدريد. قامت بطلاء أسقف السينما المثبتة في الطابق الأرضي من المبنى. واجهت دلهي تيجيرو ملف تصحيح الاخطاء المهنية بسبب تركها الفصول الدراسية خلال سنوات الحرب. ورغم أنها تمكنت من إثبات استحالة ذلك بسبب غيابها عن إسبانيا، إلا أن وزارة التعليم حسمت الأمر بألغاء كرسي الرسم الجداري.
وفي عام 1943 حصلت على الميدالية الثالثة في قسم الرسم في المعرض الوطني. وفي نفس العام توفي والدها. من خلال مجموعات الأب سيزار فاكا الذي دعم المسيحية في تيلار دي شاردان ومن خلال الاتصال مع الأرستقراطيين مثل ليلي ألفاريز، دخلت دلهي تيخيرو ما أسمته "التصوف الثاني"، وهي مرحلة فقدت خلالها أعمالها طابعها الابتكاري، على الرغم من أن كل المعرفة المكتسبة كانت كامنة.[1] في هذه المرحلة دمرت الأعمال التي تم إنشاؤها في باريس.
في عام 1947، بعد معرض الرسم الجماعي الذي نظمته الحكومة الإسبانية في بوينس آيرس، تخلت تدريجياً عن الصوفية. عادت الشخصيات في اعمالها لكنها اندمجت. في عام 1948، فازت بالمسابقة التي نظمها مجلس مدينة زامورا بمشروعها الجداري "الفجر القانوني لبلدية زامورا".	
ابتداءً من عام 1951، كان هناك ولادة جديدة لتجربته الخاصة في الطليعة نحو التجريد. في عام 1953 شاركت في أول معرض للفن التجريدي في سانتاندر. وكانت المرأة الوحيدة التي عرضت. المعرض التالي كان جماعياً في هافانا عام 1954. والأخير فردي في قاعات مديرية الفنون الجميلة. في عام 1959 أصيبت باحتشاء عضلة القلب. خلال السنوات التالية، قامت بعمل الجداريات. قادتها رحلة إلى باريس إلى الاعتقاد بأن السريالية قد ماتت. ومع تفاقم مرضها، استمرت في الرسم وصنع الرسوم التوضيحية حتى وفاتها في 10 أكتوبر 1968 في مدريد بسبب الذبحة الصدرية.

## الجوائز والتكريمات
- 1930 - الجائزة التقديرية في المعرض القومي للفنون الجميلة.
- 1932 - حصلت على الميدالية الثالثة في الفنون الزخرفية في المعرض الوطني عن عملها "كاستيلا".
- 1934 - منحة دراسية من مجلس التوسع في الدراسات.
- 1943 - حصلت على الميدالية الثالثة في قسم التصوير في المعرض الوطني.
- 1948 - فازت بالمسابقة التي نظمها مجلس مدينة زامورا بمشروعها الجداري "الفجر القانوني لبلدية زامورانو".
- في 23 فبراير 2019، منح مجلس مدينة تورو، في جلسة رسمية وغير عادية، لقب ابنة تورو المفضلة إلى دلهي تيخيرو.	[12]
- في عام 2019 شاركت في المعرض الجماعي ديبوجانتاس، رواد الرسم التوضيحي في متحف ABC. 13.	[13]
- وفي إطار La Iberoamericana de Toro، تُعقد اجتماعات دلهي تيخيرو وطاولات للنقاش وعروض حول المرأة والفنون البصرية.	[14]
- في عام 2024، أقام متحف باتيو هيريريانو للفن المعاصر في بلد الوليد معرضًا ينقذ أعمالها من النسيان: دلهي تيخيرو - الهندسة والغموض.[15][16]

## التراث
"لو لم أكن قد ولدت في تورو... كانت البيئة الطبيعية لجدي هي البياريست، والمرسيداريون؛ ثم كانت هناك زيارات للمقبرة كل يوم أحد للصلاة عند قبر والدته. لقد كانت بيئة مقيدة للغاية."
في عام 2005، أقيم معرض "دلهي تيخيرو، رسامه" في متحف بلدية كوندي دوكي للفن المعاصر في مدريد، حيث يمكنك رؤية لوحات دلهي التقليدية التي من شأنها أن تعكس ذلك المجتمع، وأزياء زاموراناس الأثرياء، ومسار المقبرة، والأراضي المتموجة في قشتالة.

## روابط خارجية
- Sitio oficial de Delhy Tejero
- Mujeres en Vanguardia - La Residencia de Señoritas (1913-1936)
- Recordando la exposición "Cruce de Miradas" sobre la obra de Delhy Tejero
- Vídeo sobre la exposición Dibujantas en el Museo ABC en 2019
- Escritura en libertad: la pintora Delhy Tejero en sus cuadernines
- También nosotras: dos zamoranas en la Generación del 27